# Delphin Tshiembe
Delphin Dougie Jerk Tshiembe (født 7. december 1991 i Kinshasa, DR Congo) er en dansk/congalesisk fodboldspiller, der spiller for HB Tórshavn. Han har tidligere spillet for bl.a. AC Horsens i Superligaen.

## Karriere

### HB Køge
Det blev offentliggjort den 1. juli 2013, at Tshiembe havde skrevet under på en toårig kontrakt med HB Køge.

### AC Horsens
Den 27. januar 2016 skiftede han til AC Horsens.

### Havnar Bóltfelag
Den 28. februar 2020 fik Tsiembe kontrakt med den færøske klub HB fra Tórshavn, hvor han hjalp HB med at vinde det færøske mesterskab. 